# Gölen (Kristianopels socken, Blekinge)
Gölen är en sjö i Karlskrona kommun i Blekinge och ingår i Bruatorpsån-Lyckebyåns huvudavrinningsområde.